# Brian Kirk
Brian Kirk (Armagh, 31 gennaio 1968) è un regista britannico.

## Filmografia

### Cinema
- Middletown (2006)
- My Boy Jack (2007)
- City of Crime (21 Bridges) (2019)

### Televisione
- Pulling Moves – serie TV, 5 episodi (2004)
- Murphy's Law – serie TV, 4 episodi (2004-2005)
- Donovan (2005)
- Funland – serie TV, 4 episodi (2005)
- I Tudors (The Tudors) – serie TV, episodi 1x05-1x06 (2007)
- The Riches – serie TV, episodi 1x05-1x07 (2007)
- Brotherhood - Legami di sangue (Brotherhood) – serie TV, episodi 1x10-2x02 (2006-2007)
- Dexter – serie TV, episodio 4x02 (2009)
- Father & Son – miniserie TV (2009)
- Luther – serie TV, episodi 1x01-1x02 (2010)
- Boardwalk Empire - L'impero del crimine (Boardwalk Empire) – serie TV, episodio 1x08 (2010)
- Il Trono di Spade (Game of Thrones) – serie TV, episodi 1x03-1x04-1x05 (2011)
- Grandi speranze (Great Expectations) – miniserie TV (2011)
- Luck – serie TV, episodi 1x05-1x07 (2012)
- Hard Sun – serie TV, episodi 1x01-1x02 (2012)
- The Day of the Jackal – serie TV, episodi 1x01-1x02-1x03 (2024)